# Friuli Grave Verduzzo friulano
Il Friuli Grave Verduzzo Friulano è un vino DOC la cui produzione è consentita nelle province di Pordenone e Udine.

## Caratteristiche organolettiche
- colore: da paglierino chiaro a giallo dorato.
- odore: caratteristico.
- sapore: asciutto oppure amabile o dolce nelle specifiche tipologie, vivace nel tipo specifico.

## Produzione
Provincia, stagione, volume in ettolitri
- Pordenone  (1990/91)  6818,56
- Pordenone  (1991/92)  9609,11
- Pordenone  (1992/93)  8788,92
- Pordenone  (1993/94)  10026,18
- Pordenone  (1994/95)  11148,65
- Pordenone  (1995/96)  10091,7
- Pordenone  (1996/97)  12617,85
- Udine  (1990/91)  3179,59
- Udine  (1991/92)  2752,62
- Udine  (1992/93)  3357,99
- Udine  (1993/94)  3650,4
- Udine  (1994/95)  3037,41
- Udine  (1995/96)  2439,3
- Udine  (1996/97)  3111,86